# Mandragora Scream
I MandragorA ScreaM sono un gruppo musicale Dark - Dark - Gothic - Vampire - Rock - Metal - gothic metal italiano.

## Storia del gruppo
La band viene fondata nel 1997 dalla cantante Morgan Lacroix, che nel 1999 registra il primo demo con 4 canzoni.
Nel 2000 Morgan introduce nella band Terry Horn, chitarrista/cantante e compositore.
Nel 2001 album di debutto Fairy Tales From Hell's Cave, pubblicato dall'etichetta tedesca Nuclear Blast/Capirahna Records.
Nel 2003 il secondo album Whisper of Dew, distribuito dalla Nuclear Blast. Questo album tratta di un coinvolgente libro che narra una storia vampiresca scritta appositamente per la band da Julio Angel Olivares Merino, famoso letterato spagnolo e scrittore horror-gothic. Traendo ispirazione da questa favola, Morgan ha scritto le liriche dell'intero album.
Nel 2006 il gruppo ritorna con il disco Madhouse, pubblicato dalla Lunatic Asylum Records nel quale troviamo il singolo di Dark Lantern che raggiunge in 6 mesi più di 1.000.000 visualizzazioni su i vari canali YouTube.
Nel 2007 CD/DVD "Dragonfly"  che include due video dall'album Madhause (Dark Lantern e Blight Thrills) e due tracce rimasterizzate più alcuni remix ed inediti.
Nel marzo del 2009 singolo "Jeanne D'Arc" edito solamente in edizione limitata a 666 copie.
Ottobre 2009 "Volturna" un disco che miscela atmosfere tipicamente dark/gothic a quelle elettroniche industrial.
Nel 2010 il gruppo parte per un lungo tour europeo con i The 69 Eyes toccando città come Oslo, Copenhagen, Budapest, Vienna, Francoforte, Berlino, Hannover, Madrid, Barcellona, Londra, Parigi, Manchester, Glasgow oltre che a Bologna e Roma, riscontrando un grande successo.
Nel luglio 2010 partecipano al  "Heineken Jammin' Festival" e sempre nel 2010 ospiti con il brano "Brakin Dawn" al primo "FANTASY HORROR AWARD" , festival che vede la partecipazione di registi, artisti cinematografici televisivi e letterari italiani e stranieri fra cui  Dario Argento, Robert Englund, Brian Yuzna, Federico Zampaglione, Jaume Balaguerò, Lamberto Bava, Carlo Lucarelli, Nicolas Winding Refn e Mick Garris e Ari Lehman attore e musicista americano, famoso per aver interpretato Jason Voorhees nel film venerdi 13.
In Aprile/Maggio del 2011 il gruppo parte per un tour in Russia con i Cradle Of Filth, band inglese che ha preso parte alla colonna sonora dei films "Underworld" e "Resident Evil".
Nel 2012 i Mandragora Scream pubblicano un nuovo album dal Titolo "Luciferland" Luciferland è la terra degli Dei, una sorta di Atlantide che ispira Terry Horn e Morgan Lacroix nella costruzione del nuovo concept. La prima stampa dell'album di 10 000 copie viene esaurita in una sola settimana.
Nel Maggio 2020 I MandragorA  ScreaM  pubblicano un nuovo album “THE DEATHLY HALLOWS” composto da 15 brani decidendo però di cambiare strategia di marketing e rilasciare un singolo ogni mese.
MandragorA ScreaM non sono solo un progetto musicale ma una band che attraverso i suoi album e video vuole risvegliare una coscienza ormai sopita per una nuova civiltà migliore. È proprio per questo motivo di fondamentale importanza che la band rilascia per questo album una lunga video intervista condotta dal noto giornalista Filippo Pagani di Metal Hammer, dove vengono affrontate tematiche riguardanti la teologia, l'ermetismo, l'alchimia, storia ed un nuovo approccio alla vita sotto una visione quantistica dell’universo.

## Formazione
- Morgan Lacroix (voce)
- Terry Horn (chitarra)

## Discografia

### Album in studio
- 2001 - Fairy Tales From Hell's Caves
- 2003 - A Whisper of Dew
- 2006 - Madhouse
- 2009 - Volturna
- 2012 - Luciferland
- 2020 - The Deathly  Hallows

Singoli
- 2007 - Jeanne D'Arc
- 2016 - Revenge
- 2018 - Nightwish

### DVD
- 2007 - Dragonfly

## Collaborazioni ed apparizioni
Mandragora Scream are also featured on various international compilations:
- Beauty in the Darkness Vol. 5 (2001)
- Mystic Art (2001)
- Nuclear Blast Vol. 6 (2001)
- Off Road Tracks Vol. 45 (Hammer 2003)
- Beautiful Voices (Nuclear Blast)